# Giuseppa Eleonora Barbapiccola
Giuseppa Eleonora Barbapiccola (Salern, circa 1700-Nàpols, circa 1740) fou una filòsofa i traductora italiana, exponent intel·lectual de la Il·lustració italiana.

## Biografia
D'origen salernità, no ens ha arribat massa informació sobre la seva infància i sobre l'origen dels seus pares. Per descomptat, va tenir un paper important en la seva formació l'oncle Tommaso Maria Alfani (Salern, 1679-Nàpols, 20 d'agost de 1742). Fou activa a Nàpols, on fou membre de l'Acadèmia dels Arcadis, societat intel·lectual fundada el 1690 pel mateix oncle, predicador dominic, amb l'objectiu de promoure l'estudi de les matemàtiques. Va assumir així el nom arcàdic de Mirista Acmena (del grec, 'Plena de fragància').

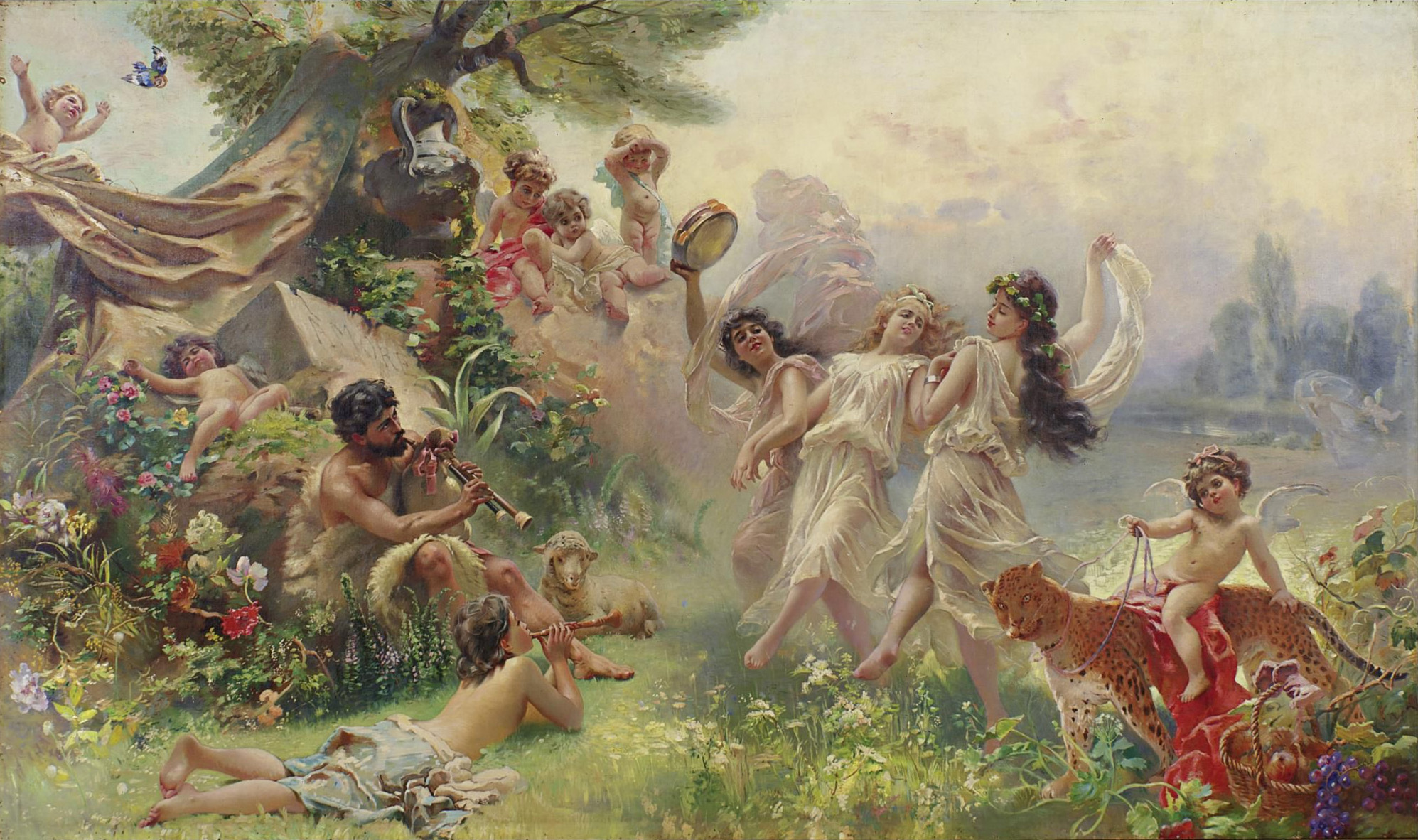
Felice Arcadia, de Konstantín Makovski

El 1722 es feu notar als cercles il·lustrats napolitans per la seva traducció del francès (i, en part, del llatí) dels Principis de la filosofia de Descartes. L'afany que va prodigar-hi va anar més enllà del que cal una traducció: en la introducció expressava el desig de començar un programa formatiu per al món femení que, gràcies a la disponibilitat de Descartes en italià, obrís nous horitzons educatius a les dones, amb camins alternatius respecte a la combinació habitual: «catecisme, costura, cant, dansa, etc.» (p. 1), que la tradició reservava al món femení. Estava determinada a voler compartir l'obra sobretot amb dones, perquè afirmava que la feblesa intel·lectual de les dones no venia donada per la seva naturalesa, sinó per una mala educació.
La notorietat adquirida com a traductora li obrí les portes del saló intel·lectual de Giambattista Vico, del qual esdevingué assídua. Fou íntima amiga de Luisa Vico, filla del filòsof, a la qual el 1731, amb ocasió d'una guarició, Eleonora dedicà un sonet, i posteriorment fou corresposta.
Gherardo degli Angioli li dedicà un sonet (Rime scelte, vol. III, Florència, 1731, p. 104), en el qual proposava una comparació de la seva figura amb la d'Aspàsia de Milet, dona i muller de Pèricles.

## Obres
- "La tradutrice a' lettori", pròleg a la traducció d'I Principi della filosofia di Renato Des-Cartes. Tradotti dal francese col confronto del latino in cui l'autore gli scrisse da Giuseppa Eleonora Barbapiccola tra gli Arcadi Mirista, Mairesse,Torí, 1722.
- Sonet de la col·lecció Componimenti in lode del padre Michelangelo da Reggio di Lombardia, cappuccino, predicatore nel duomo di Napoli, nella quaresima dell'anno CIOIOCCXXIX di Giambattista Vico, Stamperia di F. Mosca, Nàpols, 1729.